# Samuel Jefferson Mason
Samuel Jefferson Mason (1921–1974) foi um engenheiro eletrônico norte-americano. A Invariante de Mason e a Lei de Mason são exemplos de suas contribuições.
Samuel nasceu em Nova Iorque, mas cresceu em uma cidade pequena em Nova Jérsia, pequena a ponto de ter uma população de apenas 26 habitantes. Ele recebeu seu bacharelato em engenharia elétrica pela Universidade Rutgers em 1942 e, após sua graduação, ingressou no Grupo de Antenas do Laboratório de Radiação do MIT como um dos membros da equipe. Mason acabou recebendo seu mestrado e seu doutorado em engenharia elétrica pelo MIT em 1947 e em 1952, respectivamente.
Após a Segunda Guerra Mundial, o Laboratório de Radiação foi renomeado para Laboratório de Pesquisa Eletrônica do MIT, onde se tornou diretor associado em 1967. Mason exerceu seus estudos no MIT de 1949 até sua morte, no ano de 1974 - como um professor assistente em 1949, um professor adjunto em 1956 e um professor catedrático em 1959.Samuel veio a falecer inesperadamente em 1974 devido a uma hemorragia cerebral.
A tese de doutorado de Mason, supervisionada por Ernst Guillemin, tratou-se do diagrama de fluxo de sinal, grafo cuja autoria é muitas vezes atribuída erroneamente a ele.  Outra de suas contribuições ao campo da teoria de sistemas de controle foi o método de achar a função de transferência de um sistema, também conhecido como Lei de Mason. Mason era um especialista em sistemas de escaneamento ótico para materiais impressos. Conseguiu criar sistemas que escaneavam materiais impressos e que os liam para os cegos. Similarmente, desenvolveu dispositivos tácteis alimentados por células fotovoltaicas que permitiam cegos sentirem a luz.
Enquanto no MIT, Mason também era responsável por revisar os currículos dos estudantes universitários no curso de engenharia elétrica. Ele implementou inovações no ensino de teoria de circuitos elétricos pela coautoria de um livro didático sobre o assunto, introduzindo-lhes análise de sinais digitais, lhe inspirando a produzir outro livro didático. Mason também era conhecido por inspirar os estudantes a dedicar-se à pesquisa, normalmente tendo seis ou mais candidatos a doutorado sob sua tutela. Seus estudantes lembram-se dele como "Um homem gentil e compassivo que tinha grande tolerância no trato com os jovens." Similarmente, um de seus conselheiros de tese disse: "Eu vim a conhecer, admirar e respeitar o professor Mason como um pensador, amigo, conselheiro pessoal e confidente." Mason também serviu sua comunidade como presidente do Comitê da Faculdade para o Ambiente Estudantil, como membro da Comitê da Faculdade de Educação no setor de Pobreza e Segregação e como um líder de jovens carentes do programa Upward Bound.